# Vérengző makrahal
A vérengző makrahal (Pomatomus saltatrix) a sugarasúszójú halak (Actinopterygii) osztályának sügéralakúak (Perciformes) rendjébe, ezen belül a monotipikus Pomatomidae családjába tartozó faj.

## Előfordulása
A Csendes-óceán keleti részének és a Jeges-tenger északi részének kivételével az egész világóceánban előfordul; leginkább a trópusi és szubtrópusi vizekben. Az Atlanti-óceán keleti felén Portugáliától Dél-Afrikáig található meg; ezen a részen a Madeira- és a Kanári-szigetek környékén, valamint a Földközi- és a Fekete-tengerben is vannak állományai. Ugyanez óceán nyugati felén Kanada partjaitól Argentínáig él. Az Indiai-óceánban Madagaszkártól a Maláj-félszigetig és Nyugat-Ausztráliáig sokfelé megtalálható, még Omántól délre és India délnyugati csücskénél is. A Csendes-óceán legnagyobb részéből hiányzik; nyugaton van néhány állománya. Az Ausztráliához tartozó Északi területről és az Indonéziából érkező beszámolók tévesnek bizonyultak. A Kínai Köztársaságból és Hawaiiról érkezett beszámolók bizonyító kutatásokat igényelnek.

## Megjelenése
Általában 60 centiméter hosszú, de akár 130 centiméteresre is megnőhet; 25 centiméteresen már felnőttnek számít. A legnehezebb kifogott példány 14,4 kilogrammot nyomott. Hátúszóján 8-9 tüske és 23-28 sugár, a farok alatti úszóján 2-3 tüske és 23-27 sugár ül. Egy sorba rendezett fogai jól fejlettek és hegyesek. Két hátúszója közül az első rövid és a testhez simul. Háta zöldes, oldala és hasa ezüstös.

## Életmódja
Egyaránt megél a sós- és brakkvízben, bár a nyílt vizeket kedveli. 200 méter mélyre is leúszik. A fiatalok nagyobb rajokban vadásznak; általában kisebb halakra. A felnőttek rajai lazábbak; olykor több áldozatot ölnek meg, mint amennyit meg tudnak enni. A kifejlett példányok más halakkal, rákokkal és fejlábúakkal táplálkoznak. Agresszív ragadozó hal, amely könnyű zsákmány reményében cápákat és vitorláskardoshal-félék követ. Egyes halászok és búvárok e hal harapásairól számoltak be. Legfőbb természetes ellensége a sötétcápa (Carcharhinus obscurus).
Télen a melegebb, nyáron a hűvösebb vizekbe vándorol.
Legfeljebb 9 évig él.

## Szaporodása
A nőstény több évig is ívhat. Az ikrák számát az anyahal mérete határozza meg; egy 31 centiméteres példány mintegy 370 000, egy 54 centiméteres akár 1,2 millió ikrát is rakhat. Az eddigi rekord körülbelül 2 millió ikra.

## Felhasználása
Nemcsak ipari mértékben halásszák, de tenyésztik is. Emberi fogyasztásra általában frissen árulják, de szárítva, sózva vagy fagyasztva tartósítható. A sporthorgászok kedvelik, és gyakran csalihalnak is használják.

## Képek

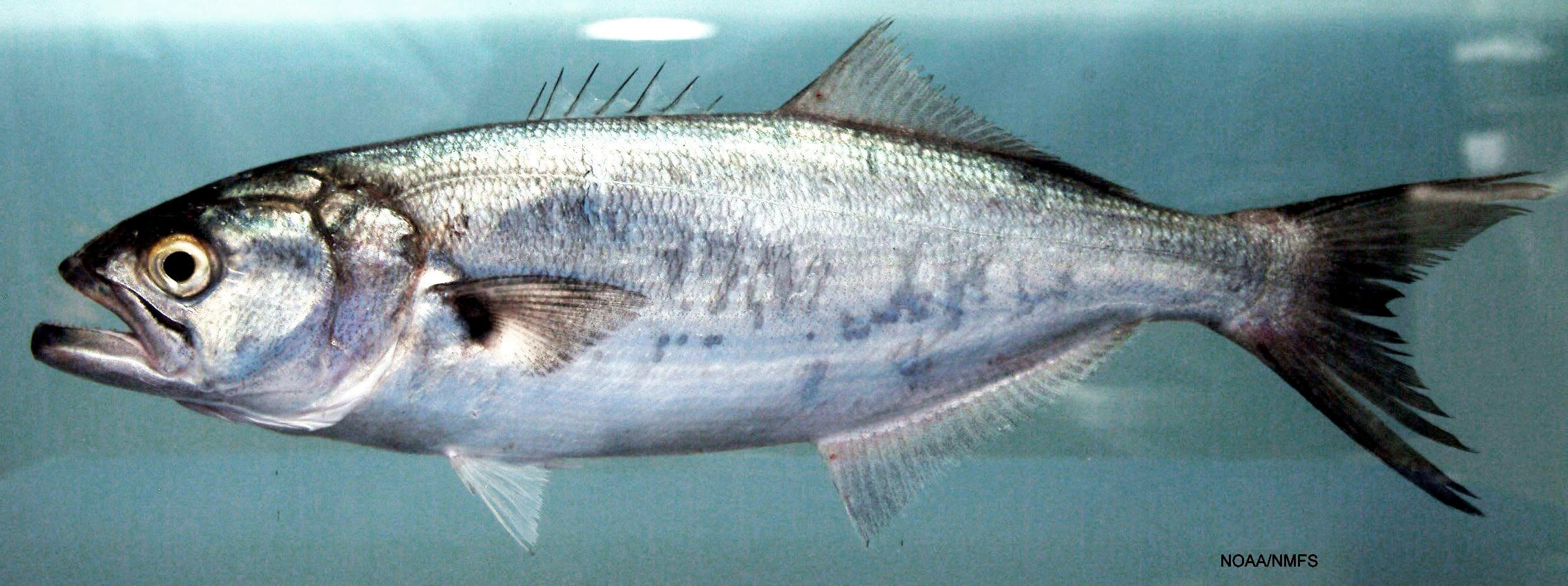
Kifogott példányok
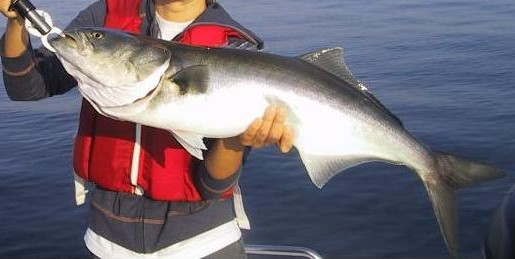
kézben
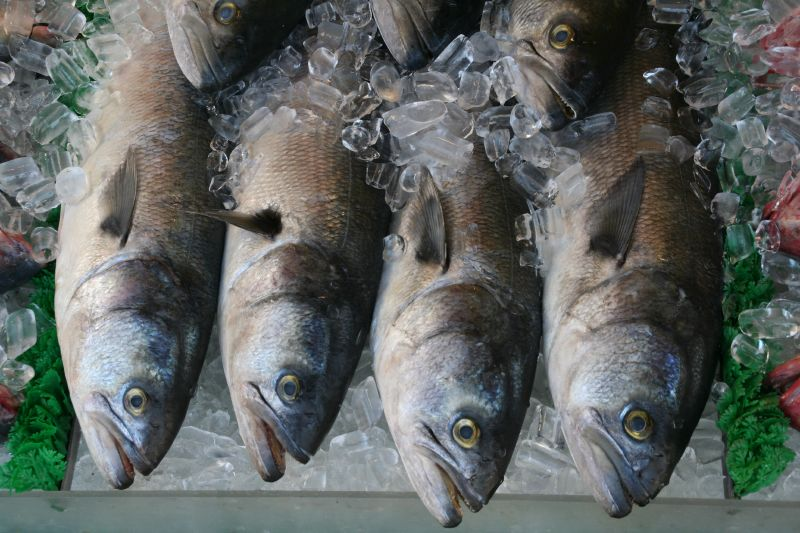
Lefagyasztva
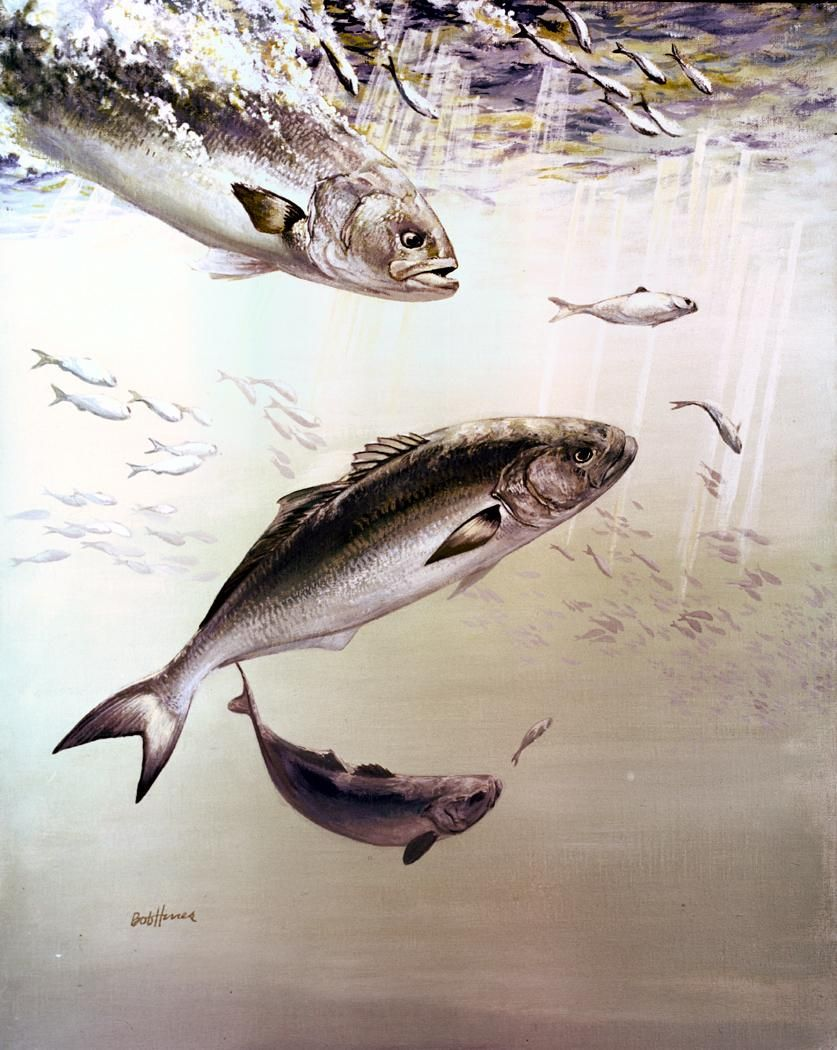
A hal festményen
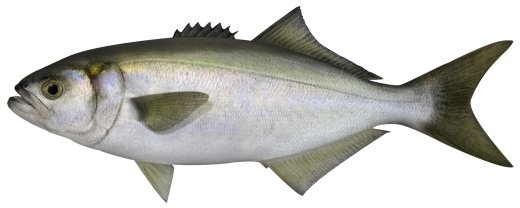
és egyéb rajzok
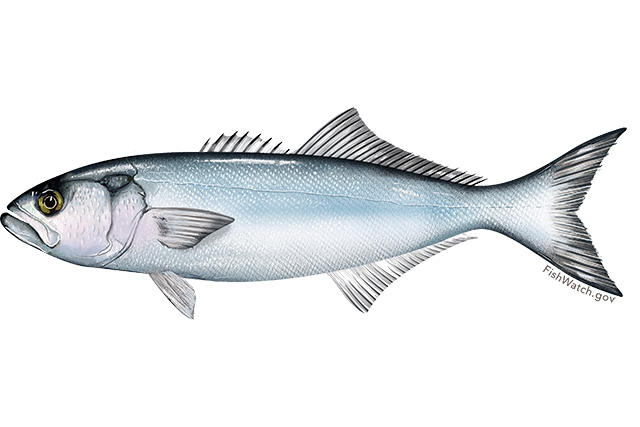
róla